# Mercedes-Benz EQV
De Mercedes-Benz EQV is een elektrische passagiersbus, gebaseerd op de Mercedes-Benz V-klasse, die weer een luxe uitvoering is van de Mercedes-Benz Vito. Het voertuig wordt gemaakt door autoproducent Mercedes-Benz uit Duitsland, en is sinds 2020 verkrijgbaar.

## Specificaties
Gegevens van de '300 Long'-uitvoering.

### Vervoer
De auto biedt zitplaatsen voor zeven personen, en er is standaard 1030 liter kofferbakruimte, die uitgebreid kan worden tot maximaal 4630 liter. De auto heeft dakrails, maar er is geen daklast toegestaan. Het voertuig is niet voorzien van een trekhaak.

### Accu
De auto heeft een 100 kWh grote tractiebatterij waarvan 90 kWh bruikbaar is. Dit resulteert in een WLTP-gemeten actieradius van 363 km, wat neerkomt op 305 km in de praktijk. De accu is actief gekoeld en wordt geproduceerd door CATL. Het accupakket heeft een nominaal voltage van 352 V.

### Opladen
De accu van de auto kan standaard worden opgeladen via een Type 2-connector met laadvermogen van 11 kW door gebruik van 3-fase 16 ampère, waarmee de auto in 9,75 uur van 0 % naar 100 % geladen kan worden. Bij gebruik van een snellader met een CCS-aansluiting kan een laadsnelheid van maximaal 110 kW worden bereikt, waarmee de auto in minimaal 41 minuten van 10 % naar 80 % geladen kan worden, wat neerkomt op een snellaadsnelheid van 310 km/u.

### Prestaties
De elektronische aandrijflijn van de auto kan 150 kW of 204 pk aan vermogen leveren, waarmee de auto met 362 Nm koppel in 12,1 seconden kan optrekken van 0 naar 100 km/u. De maximale snelheid die bereikt kan worden is ongeveer 160 km/u.

## Galerij

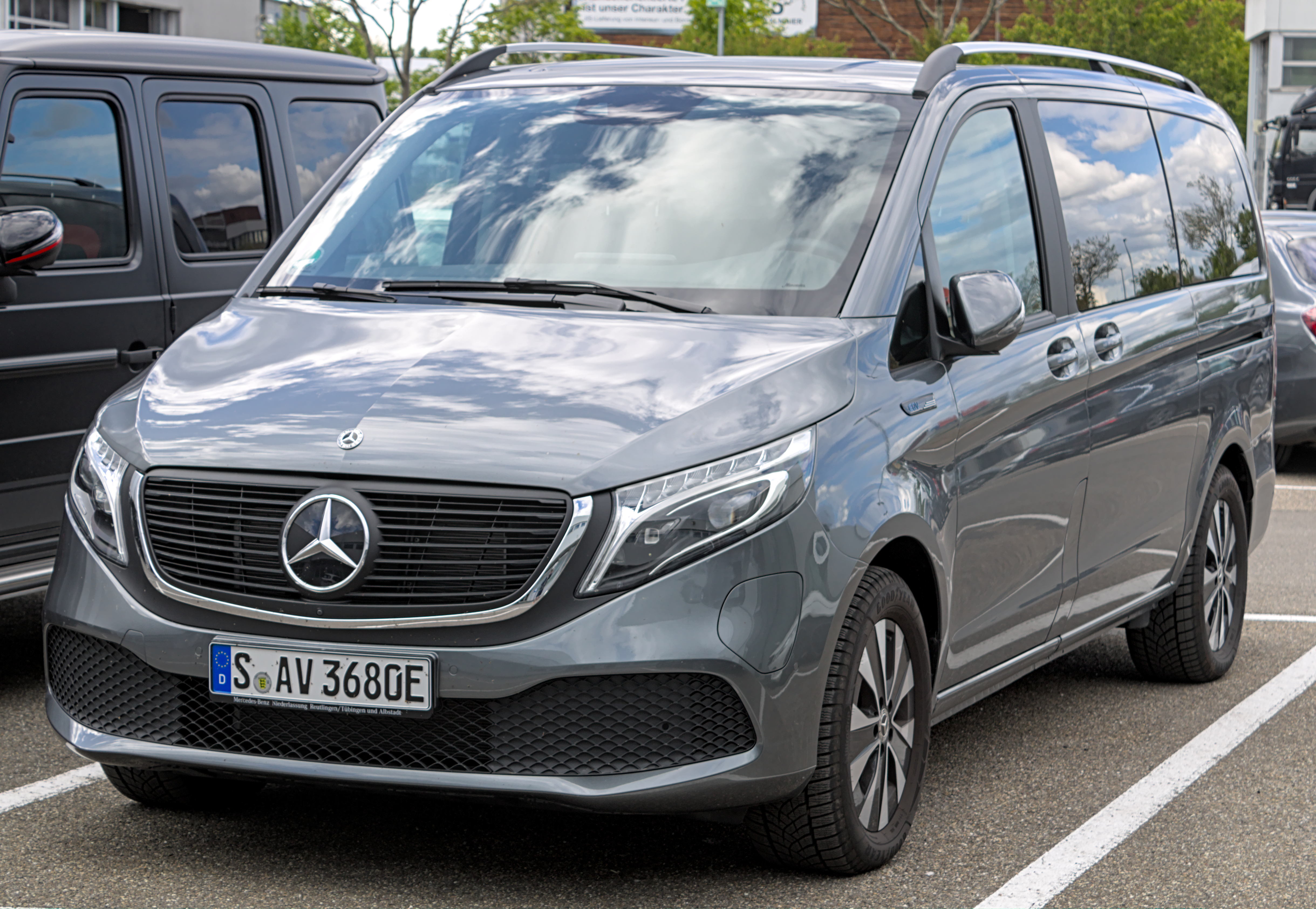
Voorzijde
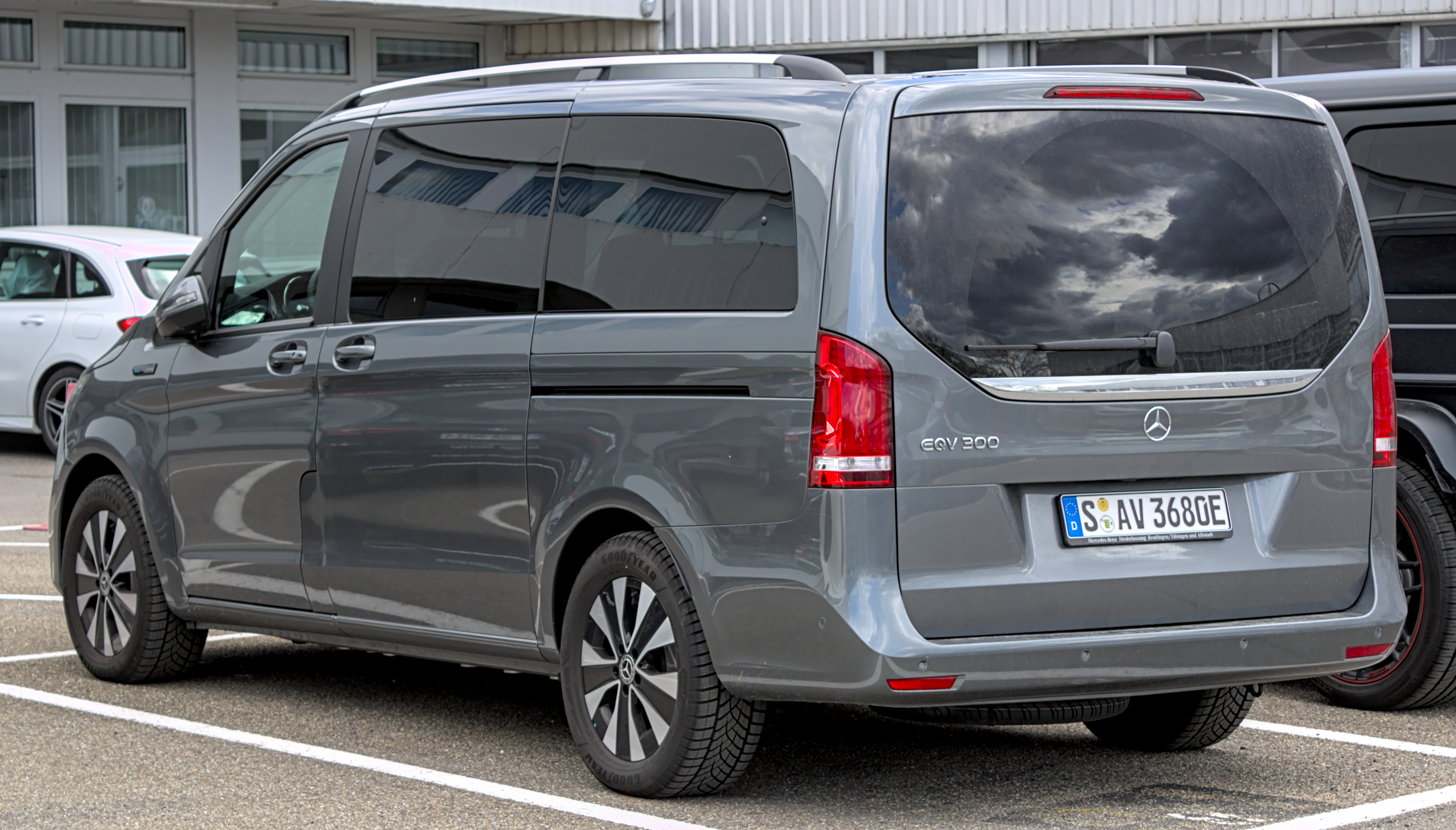
Achterzijde